# Ben Patterson
Pour les articles homonymes, voir Patterson.
Benjamin Patterson, dit Ben Patterson, né le 29 mai 1934 à Pittsburgh (États-Unis) et mort le 25 juin 2016 à Wiesbaden (Allemagne), est un artiste et musicien américain, cofondateur du mouvement Fluxus dans les années 1960.